# 马讷维尔拉皮帕尔
马讷维尔拉皮帕尔（法語：Manneville-la-Pipard，法語發音：[manvil la pipaʁ] ⓘ）是法国卡尔瓦多斯省的一个市镇，属于利雪区。

## 地理
马讷维尔拉皮帕尔（49°15'42"N, 0°13'13"E）面积6.31 平方千米，位于法国诺曼底大区卡爾瓦多斯省，该省份为法国西北部沿海省份，北濒大西洋英吉利海峡，东北与滨海塞纳省以海上边界相接，东临厄尔省，南至奧恩省，西与芒什省接壤。
与马讷维尔拉皮帕尔接壤的市镇（或旧市镇、城区）包括：卡洛讷河畔莱索蒂约、菲耶尔维尔莱帕尔克、勒梅尼勒叙布朗日、欧日地区皮埃尔菲特、卡洛讷河畔圣朱利安、蓬萊韋克。

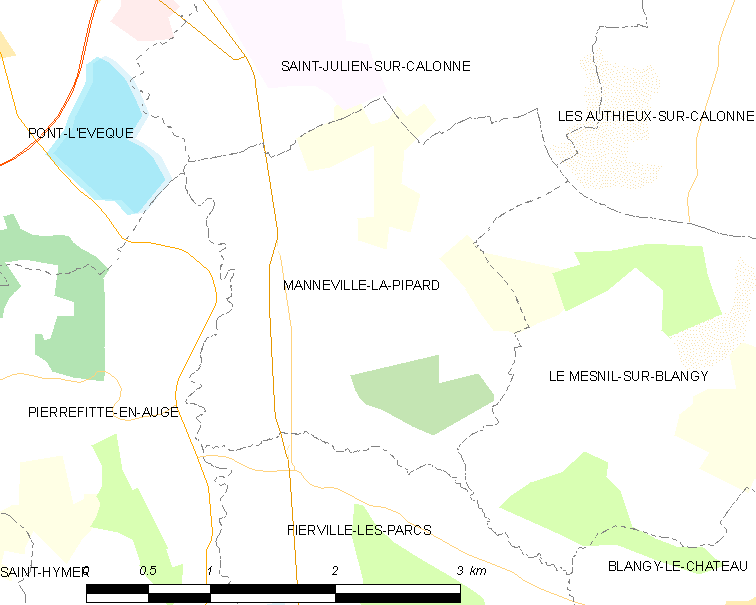
马讷维尔拉皮帕尔的OSM定位图

马讷维尔拉皮帕尔的时区为UTC+01:00、UTC+02:00（夏令时）。

## 行政
马讷维尔拉皮帕尔的邮政编码为14130，INSEE市镇编码为14399。

## 政治
马讷维尔拉皮帕尔所属的省级选区为蓬莱韦克县。

## 人口

1962-2008年间马讷维尔拉皮帕尔人口变化图示

马讷维尔拉皮帕尔于2022年1月1日时的人口数量为262人。